# Rue des Morillons
La rue des Morillons est une voie située dans le quartier Saint-Lambert du 15e arrondissement de Paris, en France.

## Situation et accès
La rue des Morillons est orientée globalement est-ouest, dans le sud du 15e de Paris. Elle débute à l'ouest au niveau du 45-49, rue Olivier-de-Serres et se termine 860 m à l'est au 88, rue Castagnary, au niveau des voies provenant de la gare de Paris-Montparnasse.
Outre ces voies, la rue des Morillons est rejointe ou traversée par plusieurs autres voies ; d'ouest en est :
- Villa Robert-Lindet
- Rue Jobbé-Duval
- Rue de Dantzig
- Place Jacques-Marette
- Rue Brancion
- Rue de Villafranca
- Rue Santos-Dumont
- Rue de Chambéry
- Rue de Cherbourg
- Rue Rosenwald
- Rue du Lieuvin
- Rue Labrouste

## Origine du nom
La rue des Morillons porte le nom d'un lieu-dit. Les morillons sont les raisins noirs récoltés dans les vignes de Vaugirard.

## Historique
La section entre les rues de Dantzig et Castagnary est indiquée à l'état de sentier traversant des vignes sur le plan de Roussel de 1730.
En 1840, cette porte le nom de « chemin des Morillons ». Celui-ci partait de la ferme des Acacias située en bordure de la rue de Vanves.
En 1906, ce chemin devint une rue et fut prolongé de la rue de Dantzig à la rue Olivier-de-Serres.

## Bâtiments remarquables et lieux de mémoire
- À l'intersection avec la rue de Cherbourg se trouve le groupe scolaire Modigliani construit en 1934-1936 par Pierre Sardou, dans le style de l'École d'Amsterdam. Les bow-windows des cages d'escaliers sont inspirées par l'architecte néerlandais Piet Kramer[1].
- Le service des objets trouvés de la préfecture de police de Paris est situé au 36 de la rue. Par métonymie, la « rue des Morillons » désigne parfois ce service.
- La rue longe, entre les rues Brancion et de Dantzig, la limite nord du parc Georges-Brassens.
- Ancienne porte d'entrée aux abattoirs de Vaugirard, à l'angle des rues des Morillons et Brancion.

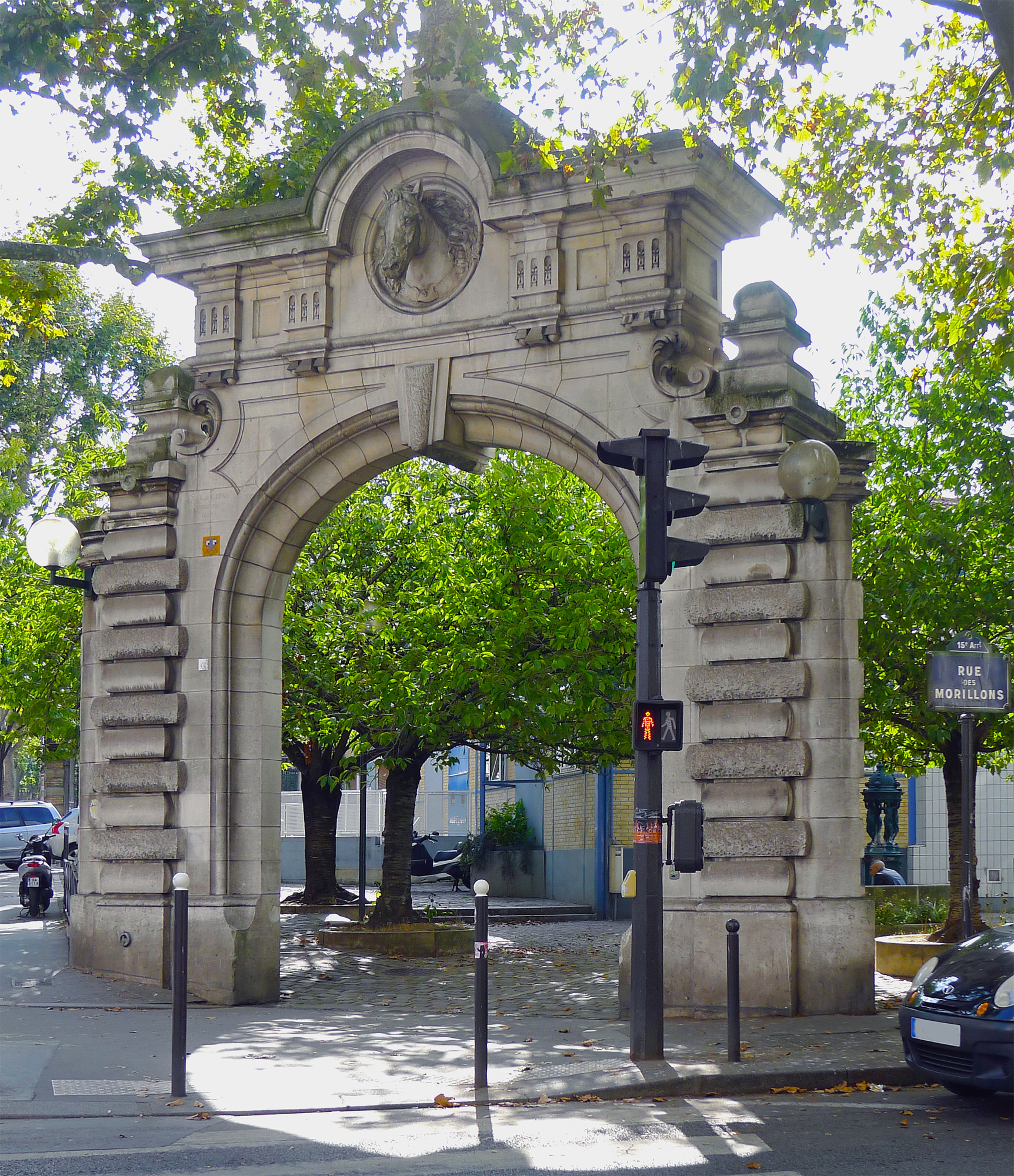
Entrée des anciens abattoirs de Vaugirard (angle rue Brancion).
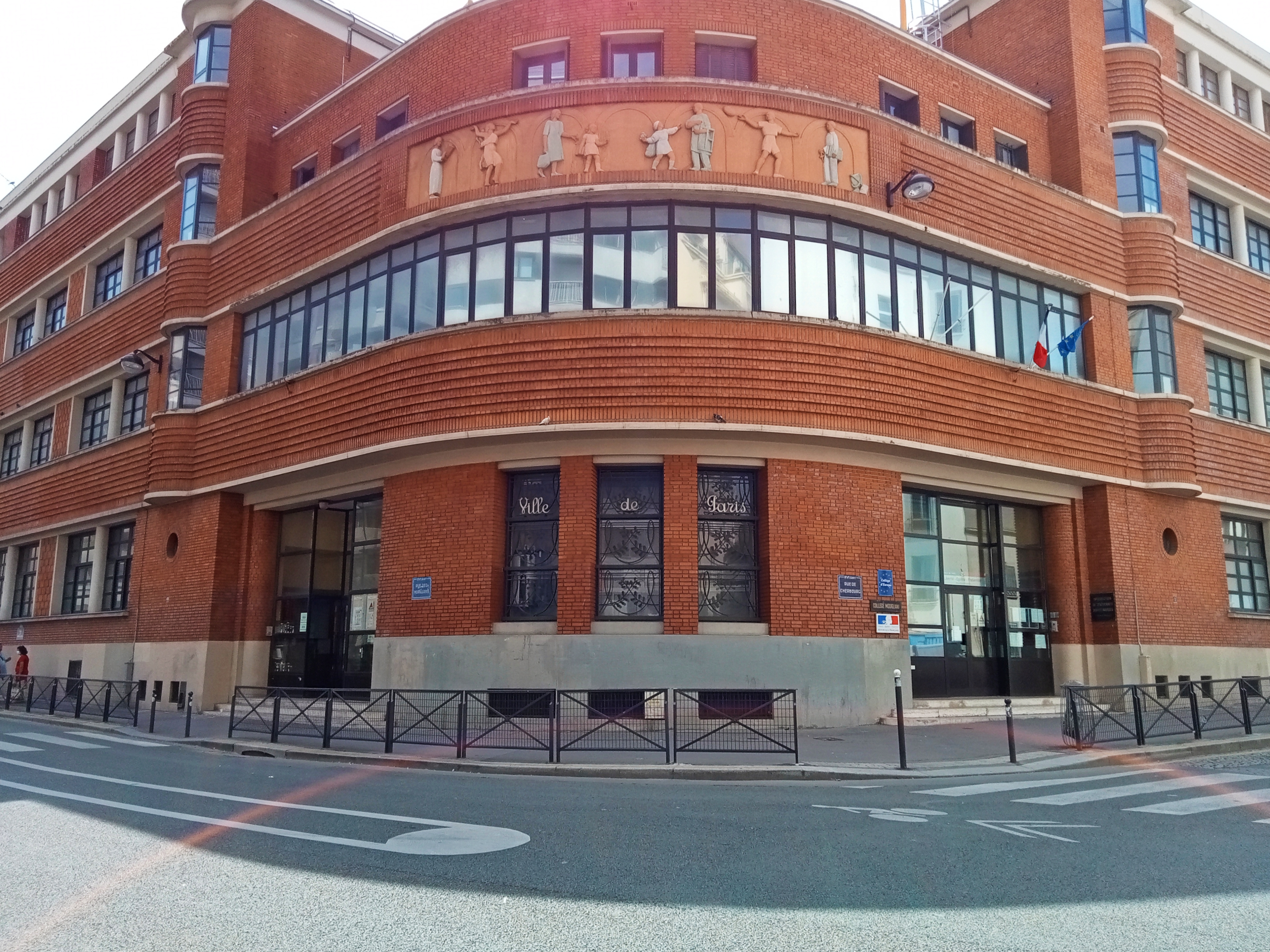
Le collège Modigliani et ses bas-reliefs.